# In strijd met de waarheid
In strijd met de waarheid (Engelse titel: Mirror Image) is een sciencefictionroman uit 1972 van de Britse schrijver en accountant Michael G. Coney (1932-2005). Het boek werd uitgebracht in de serie Born SF in 1974. Dat was direct nadat in het Verenigd Koninkrijk was uitgegeven. Het boek behandelt de thema's “onbekende planeet” en oude en nieuwe slavernij. De Engelse titel verwijst naar de plaatselijke bevolking, de Nederlandse titel naar leugenachtige directies ten opzichte van personeel. Een ander thema, dat in die tijd ook opkwam, is het ontwrichten van ecosystemen. Tot slot verwijst het boek naar Marilyn Monroe. De vrouw van de directeur is de extreem mooie (en overspelige) Marilyn, vanwege de schoonheid van de planeet wordt de planeet naar haar genoemd.

## Synopsis
Er wordt geen tijdsaanduiding aangegeven in het boek. De ingenieur Stordahl wordt er door de firma Hetherington op uit gezonden om de planeet te exploiteren. Op die planeet is een enorme voorraad ijzeroxide aangetroffen, die op het oog winbaar is. De firma Hetherington heeft met een aantal mensen een contract afgesproken dat zij op die planeet binnen vijfjarig contract een nieuwe wereld kunnen opzetten, zolang zij gedurende die vijf jaar uitsluitend voor Hetherington de ijzeroxide gaan winnen. Als Stordahl en zijn mensen aankomen blijkt echter, dat beloofde machinerieën pas later zullen arriveren (In strijd met de waarheid). Ze moeten zichzelf zien te redden. Zo goed en kwaad als mogelijk proberen ze dat en maken daarbij kennis met de plaatselijke bevolking. Die eerste kennismaking valt slecht uit. Tijdens het planten van zaden voor wat uiteindelijk eetbaar voedsel moet opleveren worden de mensen aangevallen door de plaatselijke piranhavariant. Kennismaking met de tweede soort valt beter uit. De hoofdbevolking van de planeet blijkt te bestaan uit amorfen. Zij kunnen elke gedaante aannemen die ze zien (mirror image), inclusief kennis en karakter. Ze kunnen echter ook “geschapen” worden door denkbeelden die mensen oproepen. Het gevaar daarbij is wel, dat, als ze te lang in de omgeving van hun spiegelbeeld zijn, ze fixeren. Die starheid gaat pas weer weg, nadat ze een tijd land zonder hun voorbeeld moeten leven.
Die vorm van leven werkt goed in de visie van de mensen. Zo laat een van de ruimtereizigers vijf varianten ontstaan van zijn pas overleden vrouw. Hij kiest daarvoor de vrouw, waarop hij verliefd werd en niet een spiegelbeeld van zijn vrouw zoals zij de laatste jaren was. De menselijke bevolking ziet echter een andere mogelijkheid. Die amorfen kunnen prima werken in gebieden waar de mensen zelf niet kunnen werken. Daarbij hoeft er dan ook niet betaald te worden voor het werk. Er ontstaat discussie binnen de groep mensen of zij deze nieuwe vorm van slavernij wel kunnen toestaan. De baas van Hetherington ziet ook mogelijkheden in deze amorfen. Hij neemt een aantal van de belangrijkste directieleden mee, om daarvan een nieuwe topdirecteur te maken, die alle goede eigenschappen voor het bedrijfsleven heeft. Dit blijkt toch verkeerd uit te pakken, het blijkt een schrikbeeld/spiegelbeeld van hemzelf te zijn, die naar niemand luistert (want dat deed hijzelf ook niet).
Na verloop van tijd en strijd ontstaat een nieuwe balans tussen mensen en de amorfen, die tot beider voordeel werkt. De mensen worden beschermd tegen de piranhas en de amorfen komen aan hun grondstoffen. Het boek besluit met het resultaat van de samenwerking. Alhoewel de beide soorten geen gezamenlijke voortplanting kunnen geven, is er wel de mogelijkheid dat een amorf een zwangere vrouw “adopteert”, een onbevlekte ontvangenis. Aangezien er op de planeet alleen nog mensen van goede wil en amorfen zijn, zullen die nakomelingen alleen nog van goede wil zijn. Daarentegen zit de firma Hetherington opgescheept met alle slechte karaktertrekken.
  
Ook de ontwrichting van het ecosysteem kan nog ongedaan gemaakt worden. De winning van ijzeroxide door de mensen kon alleen verricht worden door dat moerassen waarin de oxide was opgeslagen droog te leggen door een Aardse korstmos. Deze bleek echter alle voedingstoffen van de plaatselijke bevolking te verorberen.        